# Jiabao V70
Jiabao V70 — серия микровэнов вместимостью 5—8 мест, выпускавшихся с 2009 по 2015 год суббрендом Jiabao компании FAW Jilin.

## Описание

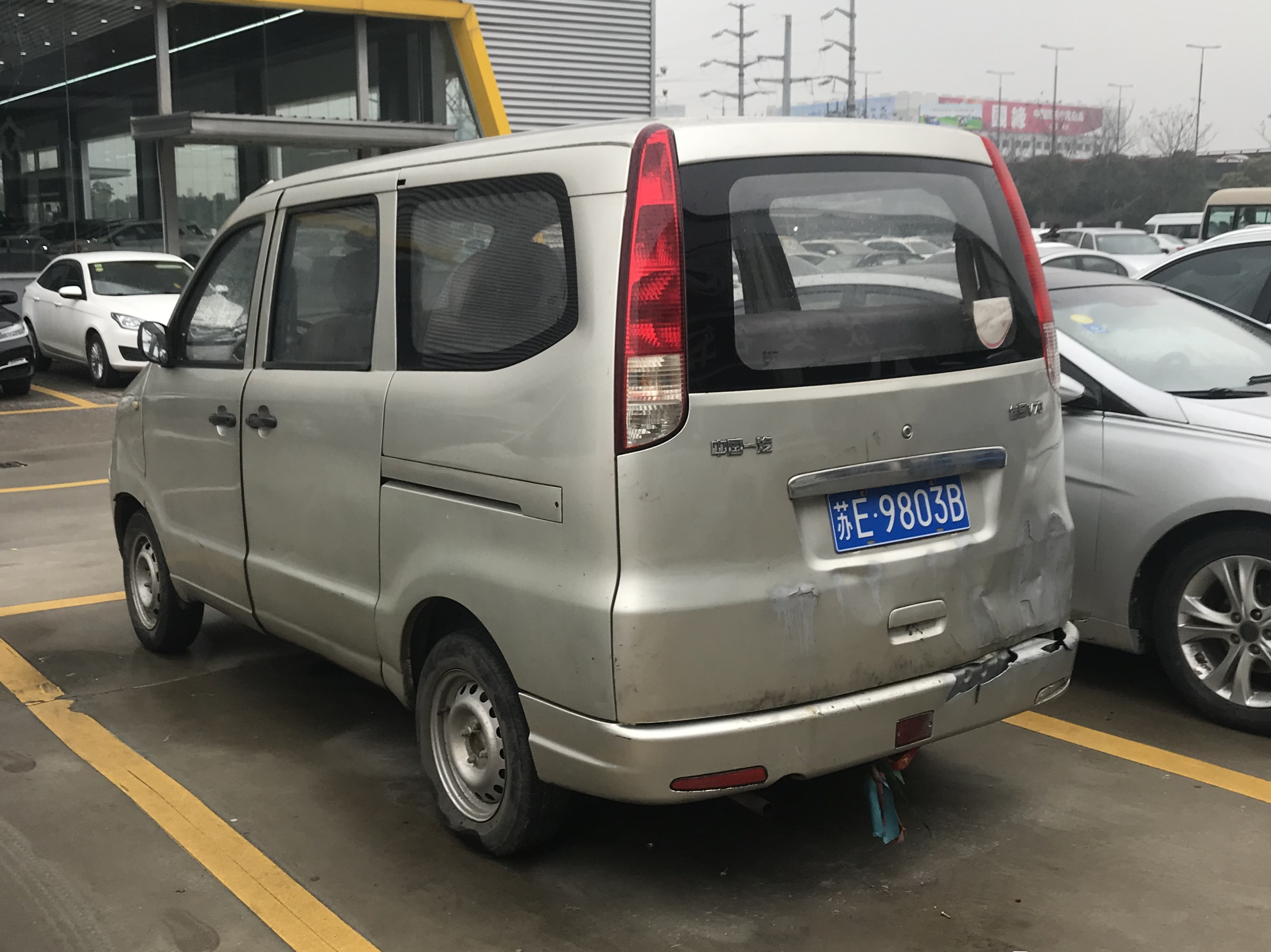
Вид сзади

FAW Jiabao V70 был запущен в производство в 2009 году. В 2011 и 2012 годах автомобиль проходил рестайлинг.
Стоимость Jiabao V70 первого рестайлинга варьировалась от 36200 до 48800 юаней.
Автомобили Jiabao V70 второго рестайлинга оснащались рядными четырёхцилиндровыми двигателями объёмом 1,0—1,3 л, каждый из которых соответствует стандарту выбросов Евро-4. Ценовой диапазон варьировался от 34900 до 50900 юаней.